# Jake Sanderson
Jake Sanderson, född 8 juli 2002 i Whitefish i Montana, är en amerikansk-kanadensisk professionell ishockeyback som spelar för Ottawa Senators i National Hockey League (NHL).
Han har tidigare spelat för North Dakota Fighting Hawks i National Collegiate Athletic Association (NCAA) och Team USA i United States Hockey League (USHL).
Sanderson draftades av Ottawa Senators i första rundan i 2020 års draft som femte spelare totalt.
Han är son till Geoff Sanderson och släkt med Sheldon Brookbank och Wade Brookbank.

## Statistik
| 2015–2016   | NWCAA Stamps U15            |             | 22 | 2  | 8  | 10 | 10 | — | — | — | — | — |
|             | Calgary Flames U15          | AMBHL       | 2  | 1  | 0  | 1  | 0  | — | — | — | — | — |
| 2016–2017   | Calgary Flames U15          | AMBHL       | 29 | 5  | 13 | 18 | 26 | 5 | 3 | 2 | 5 | 0 |
| 2017–2018   | Edge School Elite U16       | CSSHL       | 32 | 16 | 27 | 43 | 26 | 3 | 1 | 2 | 3 | 6 |
|             | Edge School Prep U18        | CSSHL       | 2  | 0  | 0  | 0  | 0  | — | — | — | — | — |
| 2018–2019   | Team USA                    | USHL        | 22 | 2  | 5  | 7  | 0  | 2 | 0 | 1 | 1 | 0 |
|             | U.S. National U17 Team      |             | 44 | 4  | 20 | 24 | 18 | — | — | — | — | — |
| 2019–2020   | Team USA                    | USHL        | 19 | 2  | 12 | 14 | 8  | — | — | — | — | — |
|             | U.S. National U18 Team      |             | 47 | 7  | 22 | 29 | 12 | — | — | — | — | — |
| 2020–2021   | North Dakota Fighting Hawks | NCAA        | 22 | 2  | 13 | 15 | 4  | — | — | — | — | — |
| 2021–2022   | North Dakota Fighting Hawks | NCAA        | 23 | 8  | 18 | 26 | 6  | — | — | — | — | — |
| 2022–2023   | Ottawa Senators             | NHL         | 77 | 4  | 28 | 32 | 12 | — | — | — | — | — |
| NHL totalt  | NHL totalt                  | NHL totalt  | 77 | 4  | 28 | 32 | 12 | — | — | — | — | — |
| NCAA totalt | NCAA totalt                 | NCAA totalt | 45 | 10 | 31 | 41 | 10 | — | — | — | — | — |
| USHL totalt | USHL totalt                 | USHL totalt | 41 | 4  | 17 | 21 | 8  | 2 | 0 | 1 | 1 | 0 |

### Internationellt
| Källa: Uppdaterad: 2022-10-14 | Källa: Uppdaterad: 2022-10-14 | Källa: Uppdaterad: 2022-10-14 |         | Utv = Utvisningsminuter | Utv = Utvisningsminuter | Utv = Utvisningsminuter | Utv = Utvisningsminuter | Utv = Utvisningsminuter |
| År                            | Lag                           | Mästerskap                    | Matcher | Mål                     | Assists                 | Poäng                   | Utv                     |                         |
| ----------------------------- | ----------------------------- | ----------------------------- | ------- | ----------------------- | ----------------------- | ----------------------- | ----------------------- | ----------------------- |
| 2018                          | USA                           | JVM                           | 7       | 0                       | 2                       | 2                       | 0                       |                         |
| 2022                          | USA                           | OS                            | 1       | 0                       | 1                       | 1                       | 0                       |                         |
| Junior totalt                 | Junior totalt                 | Junior totalt                 | 7       | 0                       | 2                       | 2                       | 0                       |                         |
| Senior totalt                 | Senior totalt                 | Senior totalt                 | 1       | 0                       | 1                       | 1                       | 0                       |                         |